# Archboldomys
Archboldomys es un género de roedores miomorfos de la familia Muridae. Son endémicos de Luzón (Filipinas).

## Especies
Se reconocen las siguientes:
- Archboldomys luzonensis
- Archboldomys maximus